# Eritrejska nogometna reprezentacija
Eritrejska nogometna reprezentacija predstavlja državu Eritreju u nogometu. Pod nadzorom je Eritrejskog nogometnog saveza, člana CAF-a. Nikada se nisu plasirali na Svjetsko prvenstvo ni na Afrički kup nacija.

## Povijest
Eritreja je svoju prvu utakmicu odigrala protiv Sudana 1992. godine prije nego što je kao država proglasila neovisnost. Godine 1994. reprezentacija je sudjelovala na CECAFA Kupu, u organizaciji Vijeća srednjoistočnih afričkih nogometnih saveza, četiri godine kasnije Eritrejski nogometni savez postao je član CAF-a i FIFA-e. Dva puta su sudjelovali u kvalifikacijama za Svjetsko nogometno prvenstvo i četiri puta u kvalifikacijama za Afrički kup nacija, ali se nisu plasirali na završna natjecanja. Tijekom natjecanja CECAFA 2009. godine u Keniji dvanaest članova reprezentacije se nije htjelo vratiti u Eritreju, jedanaest od tih igrača su otputovali u Adelaide u Australiju, a dvojica od njih, Samuel Ghebrehiwet i Ambes Sium u kolovozu 2011. potpisali su ugovor s Gold Coast Unitedom. Sedamnaest igrača iz reprezentacije nestalo je tijekom natjecanja u Ugandi u prosincu 2012. Poslije se saznalo da su zatražili azil od Ugande, zbog čestih kršenja ljudskih prava i velikog siromaštva u Eritreji. U svibnju 2014., gradonačelnik Gorinchema, gradića u Nizozemskoj je izjavio za lokalne novine da je nestalim nogometašima odobren azil u Gorinchemu.

## Vanjske poveznice
- Eritreja  Arhivirana inačica izvorne stranice od 22. lipnja 2018. (Wayback Machine) na FIFA.com